# Saint-Pierre-Eynac
Saint-Pierre-Eynac é uma comuna francesa na região administrativa de Auvérnia-Ródano-Alpes, no departamento de Alto Loire. Estende-se por uma área de 24,22 km². Em 2010 a comuna tinha 1 195 habitantes (densidade: 49,3 hab./km²).